# Цвят на чертата (минералогия)
Под цвят на чертата на един минерал се разбира цветът на следата, която оставя след себе се, ако драскаме с него. Той съвпада с цвета на същия минерал, стрит на фин прах или на много тънка пластинка от него. Обикновено цветът на масивна проба от един минерал се различава както от този на тънък слой от него, така и от цвета на чертата му. Това е така, защото много от минералите дължат цвета си на различни примеси, които не могат да дадат отражение върху толкова малко количество като това, което попада върху надрасканата повърхност. Един и същи минерал може да има различни цветове, но цветът на чертата му във всички случаи е един и същ. Например чистият флуорит е безцветен, но може да се срещне оцветен в зелено, виолетово, жълто или други цветове, но цветът на чертата му винаги е бял. Възможно е цветът на чертата да съвпадне с цвета на масивно парче от минерала. Някои характерни за минералите черти:
- Черна черта – графит, пирит, магнетит
- Бяла черта – биотит, аквамарин
- Сива черта – галенит
- Жълто-кафява черта – лимонит
- Червено-кафява – хематит[4]

Цветът на чертата на един минерал е една от основните му характеристики и се ползва задължително при неговото описание. Цветът на минерала, цветът на чертата му и неговата твърдост са първите показатели, по които се прави бързото му диагностициране при полеви условия. Като правило минералите с метален блясък обикновено имат черна черта с различни оттенъци на цвета, а прозрачните и тези със стъклен блясък – бяла, която също може да бъде нюансирана.
Цветът на чертата на минерала се определя като се надраска с него бяла или черна плочка, част от геоложкото оборудване. Обикновено се ползват негледжосани порцеланови плочки, но това може да стане и ако се драсне върху негледжосаната част на обърната чиния или върху друго порцеланово изделие. При изследване на руди се използва черна плочка или такава от морион, черната разновидност на кварца. Върху плочката се нанася широка плътна линия. Ако тя се появи с прекалено гъст и интензивен цвят е добре да се размаже, за да се уточни нюансът на чертата. Ако се окаже, че изследваният минерал е по-твърд от плочката, черта не се получава. В такъв случай парченце от него се стрива на възможно най-ситния прах и цветът му се определя на бял фон.